# Wulfhilde de Norvège
Pour les articles homonymes, voir Wulfhilde.
Wulfhilde (ou Ulfhild) Olafsdatter (1020 - 24 mai 1071) , en vieux norrois Úlfhildr Ólafsdóttir, est une princesse norvégienne et duchesse de Saxe par son mariage.
Unique fille légitime d'Olaf II de Norvège et d'Astrid Olofsdotter, elle épouse Ordulf de Saxe en novembre 1042. Ils ont un fils qui reçoit le nom de son oncle maternel, Magnus Ier de Saxe.